# Mule Skinner Blues
Mule Skinner Blues (auch bekannt als Blue Yodel # 8 oder New Mule Skinner Blues) ist ein Country-Song, der 1930 von Jimmie Rodgers geschrieben und aufgenommen wurde. Das Lied erzählt ursprünglich die Geschichte eines schwarzen Maultiertreibers, der von seinem weißen Arbeitgeber um seinen Lohn gebracht wird.

## Hintergrund
Die musikalische Struktur sowie ersten Textzeilen entstammen dem Song Labour Blues des Blues-Sängers Tom Dickson von 1928.
- „It’s good mornin’ Captain, he said “good mornin’ Shine,”
- Said good mornin’ Captain, said “good mornin’ Shine.”
- T’ain’t nuthin’ the matter, Captain, but I just ain’t gwine.“

Die Redensarten Captain und Shine beschreiben hier einen schwarzen Arbeiter und einen weißen Vorarbeiter.
Rogers fügte neben weiteren Strophen dann die bei Dickson nicht näher beschriebene Arbeit des Maultiertreibers hinzu.
- Good Morning, Captain
- Good Morning to you, son.
- Do you need another muleskinner on your new mud line?

## Version von Bill Monroe
Bluegrass-Musiker Bill Monroe nahm den Song gleich zweimal auf. 1940 auf seinem Debüt für das Label Montgomery Ward, für die zweite Aufnahme ließ Monroe den Text von Vaughn Horton ändern, indem er den ethnischen Aspekt entfernte sowie die Lohnprellerei gegen die Sehnsucht nach der Liebsten austauschte. Die Aufnahme fand 1950 unter dem Titel New Mule Skinner Blues statt.
Good mornin', foreman good mornin', boss

Do you need another mule skinner

With a blacksnake whip to toss.

Lord, I been workin' hard

An' ah feel so bad!

I've got a good woman

An' I want to keep 'er glad.
2008 wurde Monroe aufgrund dauerhafter qualitativer oder historischer Bedeutung der 1940er Version seines Titels mit dem Grammy Hall of Fame Award ausgezeichnet.

## Version von The Fendermen
Die kommerziell erfolgreichste Version stammt von den Fendermen. Die bei Cuca Records erschienene Single erreichte 1960 Platz 5 in den Billboard Hot 100 und war international erfolgreich.
Auch hier wurde der Text leicht abgeändert und durch ein langgezogenes Gelächter ergänzt.
Good mornin' captain

Good mornin' to you

ha ha ha ha ha ha.

Do you need another mule skinner 

down on your new mud run?

ha ha ha ha ha ha

## Version von Dolly Parton
1970 erreichte Dolly Parton mit ihrer Version Platz 3 der Billboard Country-Charts.

## Deutsche Version von Peter Alexander und Bill Ramsey
1961 veröffentlichten Peter Alexander und Bill Ramsey die deutschsprachige Version Missouri Cowboy mit dem Text von Kurt Feltz. Obwohl der Titel bei Polydor als B–Seite von Immer zieht es mich zu ihr erschien, gelangte der Titel auf Platz 10 der deutschen Hitparade.

## Weitere Coverversionen
Das Stück wurde häufig gecovert. Die Plattform cover.info verzeichnete im Juli 2022 49 Versionen des Liedes, auf secondhandsongs.com waren 112 Versionen verzeichnet.
- 1939: Roy Acuff
- 1957: Lonnie Donegan
- 1960: Rusty Draper
- 1962: Harry Belafonte
- 1964: Connie Francis & Hank Williams, Jr.
- 1970 Jerry Reed
- 1990: The Cramps

## Charterfolge
| Jahr | Titel Interpretation                                                          | Höchstplatzierung, Gesamtwochen, AuszeichnungChartplatzierungen (Jahr, Titel, Interpretation, Platzierungen, Wochen, Auszeichnungen, Anmerkungen) | Höchstplatzierung, Gesamtwochen, AuszeichnungChartplatzierungen (Jahr, Titel, Interpretation, Platzierungen, Wochen, Auszeichnungen, Anmerkungen) | Höchstplatzierung, Gesamtwochen, AuszeichnungChartplatzierungen (Jahr, Titel, Interpretation, Platzierungen, Wochen, Auszeichnungen, Anmerkungen) | Höchstplatzierung, Gesamtwochen, AuszeichnungChartplatzierungen (Jahr, Titel, Interpretation, Platzierungen, Wochen, Auszeichnungen, Anmerkungen) | Höchstplatzierung, Gesamtwochen, AuszeichnungChartplatzierungen (Jahr, Titel, Interpretation, Platzierungen, Wochen, Auszeichnungen, Anmerkungen) | Höchstplatzierung, Gesamtwochen, AuszeichnungChartplatzierungen (Jahr, Titel, Interpretation, Platzierungen, Wochen, Auszeichnungen, Anmerkungen) | Anmerkungen |
| Jahr | Titel Interpretation                                                          | DE | UK | US | Country | CA | IT | Anmerkungen |
| ---- | ----------------------------------------------------------------------------- | --- | --- | --- | --- | --- | --- | ----------- |
| 1960 | Muleskinner Blues The Fendermen                                               | — | UK32 (9 Wo.)UK | US5 (18 Wo.)US | Country16 (12 Wo.)Country | — | IT8 (7 Wo.)IT |             |
| 1960 | Muleskinner Blues Rusty Draper                                                | — | UK39 (4 Wo.)UK | — | — | — | — |             |
| 1961 | Missouri-Cowboy (Du musst dein Pferd verkaufen) Peter Alexander & Bill Ramsey | DE10 (13 Wo.)DE | — | — | — | — | — |             |
| 1970 | Mule Skinner Blues Dolly Parton                                               | — | — | — | Country3 (16 Wo.)Country | CA4 (36 Wo.)CA | — |             |
| 1976 | Mule Skinner Blues Jerry Palmer                                               | — | — | — | — | CA3 (16 Wo.)CA | — |             |